# Stefan Thanei
Stefan Johann Thanei (* 3. September 1981 in Schlanders) ist ein ehemaliger italienischer Freestyle-Skier in der Disziplin Skicross und Skirennläufer. Der Südtiroler fuhr im alpinen Skisport vorwiegend in den Disziplinen Abfahrt, Super-G und Kombination und wechselte 2012 zum Skicross.

## Biografie
Seine ersten FIS-Rennen im alpinen Skisport fuhr Thanei im Januar 1997, im Europacup startete er erstmals im Januar 2000. Bei den Juniorenweltmeisterschaften 2011 wurde er Zehnter in der Abfahrt. Das erste Rennen im Weltcup bestritt er am 10. Januar 2004, wobei er in der Abfahrt von Chamonix Platz 59 belegte. Am 29. Dezember 2004 erreichte er in der Abfahrt von Bormio als 30. erstmals Weltcuppunkte und am 14. Januar 2005 kam er mit Platz 13 in der Kombination von Wengen erstmals unter die besten 15. In dieser Kombinationsabfahrt am Lauberhorn erreichte er mit 156,96 km/h die höchste bis dahin von der FIS gemessene Momentangeschwindigkeit in einem Rennen des alpinen Skiweltcups. Diese Bestmarke wurde im Januar 2013 wiederum in Wengen zunächst in der Kombinationsabfahrt von Carlo Janka überboten und tags darauf von Johan Clarey in der Spezialabfahrt auf 161,9 km/h erhöht. Diese Leistung konnte Thanei aber in den nächsten Rennen nicht bestätigen. Im März 2005 wurde er vor Kristian Ghedina und Peter Fill italienischer Meister in der Abfahrt.
Nachdem Thanei die gesamte Saison 2006/07 aufgrund einer Bandscheiben-Operation pausieren musste, gelang ihm in der folgenden Saison ein Comeback im Europacup. Er feierte drei Siege, wurde Zweiter in der Gesamtwertung und Sieger der Superkombinationswertung. Im Weltcup konnte er erst im Dezember 2008 wieder punkten. Seine besten Ergebnisse erzielte er Ende Januar 2009 in Kitzbühel, wo er Achter in der Abfahrt und Zehnter in der Kombination wurde. Bei den im nächsten Monat ausgetragenen Weltmeisterschaften 2009 in Val-d’Isère belegte er Platz 15 im Super-G, Platz 16 in der Abfahrt und Platz 21 in der Super-Kombination. An diese Resultate konnte er danach jedoch nicht anschließen und Top-20-Ergebnisse blieben im Weltcup weiterhin die Ausnahme. Im März 2009 wurde er zum zweiten Mal Italienischer Meister in der Abfahrt. Fast ein Jahr später zog sich Thanei bei einem Sturz in der Abfahrt von Kvitfjell Brüche im linken Wadenbein und Knöchel zu. In der folgenden Saison 2010/11 folgten weitere Starts im Weltcup, im Winter 2011/12 nur noch Starts im Europacup.
Im Dezember 2011 nahm Thanei bei den Weltcuprennen in Innichen erstmals an Wettkämpfen im Skicross teil. Neben seinen Einsätzen im alpinen Europacup folgten bis Ende des Winters weitere Starts im Skicross. Anfang April 2012 wurde er Italienischer Meister in dieser Disziplin. Nach der Saison 2011/12 entschied er sich zur Beendigung seiner Karriere im alpinen Skisport und zum endgültigen Wechsel zum Skicross. Ab der Saison 2012/13 gehörte er der italienischen Skicross-Nationalmannschaft an. Die ersten Skicross-Weltcuppunkte holte er am 23. Dezember 2012 mit Platz 24 in Innichen. In den folgenden Wintern klassierte er sich regelmäßig in den Punkterängen, doch nur zweimal gelang ihm ein Ergebnis unter den besten zehn. Im Januar 2017 wurde er bei seinem Heimrennen am Watles Siebter, ebenso zwei Monate später am Blue Mountain in Kanada. Thanei nahm an den Olympischen Winterspielen 2018 in Pyeongchang teil und beendete im März 2018 nach dem Gewinn des vierten italienischen Meistertitels seine Sportkarriere. Er arbeitete daraufhin abwechselnd bei den Carabinieri und als Trainer. Seit August 2022 betreut er gemeinsam mit Jean-Frédéric Chapuis die Schweizer Skicross-Nationalmannschaft.

## Erfolge

### Ski Alpin
Weltmeisterschaften
- Val-d’Isère 2009: 15. Super-G, 16. Abfahrt, 21. Superkombination

Weltcup
- 2 Platzierungen unter den besten zehn

Europacup
- Saison 2007/08: 2. Gesamtwertung, 1. Kombinationswertung, 3. Super-G-Wertung, 4. Abfahrtswertung
- 7 Podestplätze, davon 3 Siege

Juniorenweltmeisterschaften
- Verbier 2001: 10. Abfahrt, 34. Super-G

Weitere Erfolge
- 2 italienische Meistertitel (Abfahrt 2005 und 2009)
- 3 Siege in FIS-Rennen (je 1× Riesenslalom, Super-G und Abfahrt)

### Skicross
Olympische Spiele
- Pyeongchang 2018: 19. Skicross

Weltmeisterschaften
- Voss 2013: 46. Skicross
- Kreischberg 2015: 40. Skicross
- Sierra Nevada 2017: 22. Skicross

Weltcup
- 2 Platzierungen unter den besten zehn

Weitere Erfolge
- 2 Siege im Europacup
- 4 italienische Meistertitel (2012, 2015, 2017, 2018)